# Lot 2
Lot 2 est un canton dans le comté de Prince, Île-du-Prince-Édouard, Canada. Il fait partie de la Paroisse North.

## Population
- 1 766 (recensement de 1996)
- 1 720 (recensement de 2001)[1]
- 1 655 (recensement de 2006)[1]
- 1 487 (recensement de 2011)[2]

## Communautés
Incorporé :
- Greenmount-Montrose
- Miminegash
- Saint-Félix
- Saint-Louis
- Tignish Shore

Non-incorporé :
- DeBlois
- Ebbsfleet
- Greenmount
- Kildare Capes
- Palmer Road
- Profits Corner
- Saint Edward
- Saint Peter and Saint Paul
- Saint-Roch
- Woodvale

## Histoire
Le canton a eu plusieurs propriétaires après l'arpentage colonial de 1764 par le capitaine Samuel Holland:
- James Hunter and William Hunter, Merchants. (1767-1810)
- John Hill  (1838)
- Sir Samuel Cunard. (1864)